# AirTag
AirTag é um dispositivo de rastreamento desenvolvido pela Apple. O AirTag foi projetado para funcionar como um localizador de chaves, que ajuda as pessoas a encontrarem objetos pessoais (por exemplo chaves, bolsas, roupas, pequenos dispositivos eletrônicos, veículos). Para localizar itens perdidos, os AirTags usam a rede do app Buscar de crowdsourcing da Apple, estimada no início de 2021 como composta por aproximadamente um bilhão de dispositivos em todo o mundo que detectam e enviam anonimamente os sinais Bluetooth emitidos. AirTags são compatíveis com qualquer dispositivo iPhone, iPad ou iPod Touch capaz de executar iOS/iPadOS 14.5 ou posterior, incluindo o iPhone 6S ou posterior (incluindo o iPhone SE 1, 2 e 3). Usando o chip U1 integrado no iPhone 11 ou posterior (exceto modelos iPhone SE), os usuários podem localizar itens com mais precisão usando a tecnologia de banda ultralarga (UWB). O AirTag foi anunciado em 20 de abril de 2021, disponibilizado para encomenda em 23 de abril e lançado em 30 de abril.

## História
Houve rumores de que o produto estaria em desenvolvimento em abril de 2019. Em fevereiro de 2020, foi reportado que Asahi Kasei estava preparado para fornecer à Apple dezenas de milhões de peças de banda ultralarga (UWB) para o suposto AirTag no segundo e terceiro trimestres de 2020, embora a entrega tenha sido adiada. Em 2 de abril de 2020, um vídeo do YouTube na página de suporte da Apple também confirmou o AirTag. No lançamento da Apple do iOS 14.0, foi descoberto um código que descrevia a bateria reutilizável e removível que seria usada no AirTag. Em março de 2021, o MacWorld afirmou que a interface de usuário do app Buscar no iOS 14.5 beta incluía as funcionalidades de "Itens" e "Acessórios" destinados ao suporte do AirTag para "mochila, bagagem, fones de ouvido" e outros objetos do usuário. O AppleInsider observou que a versão beta incluía avisos de segurança para “AirTags não autorizados” nas proximidades do usuário.

## Características

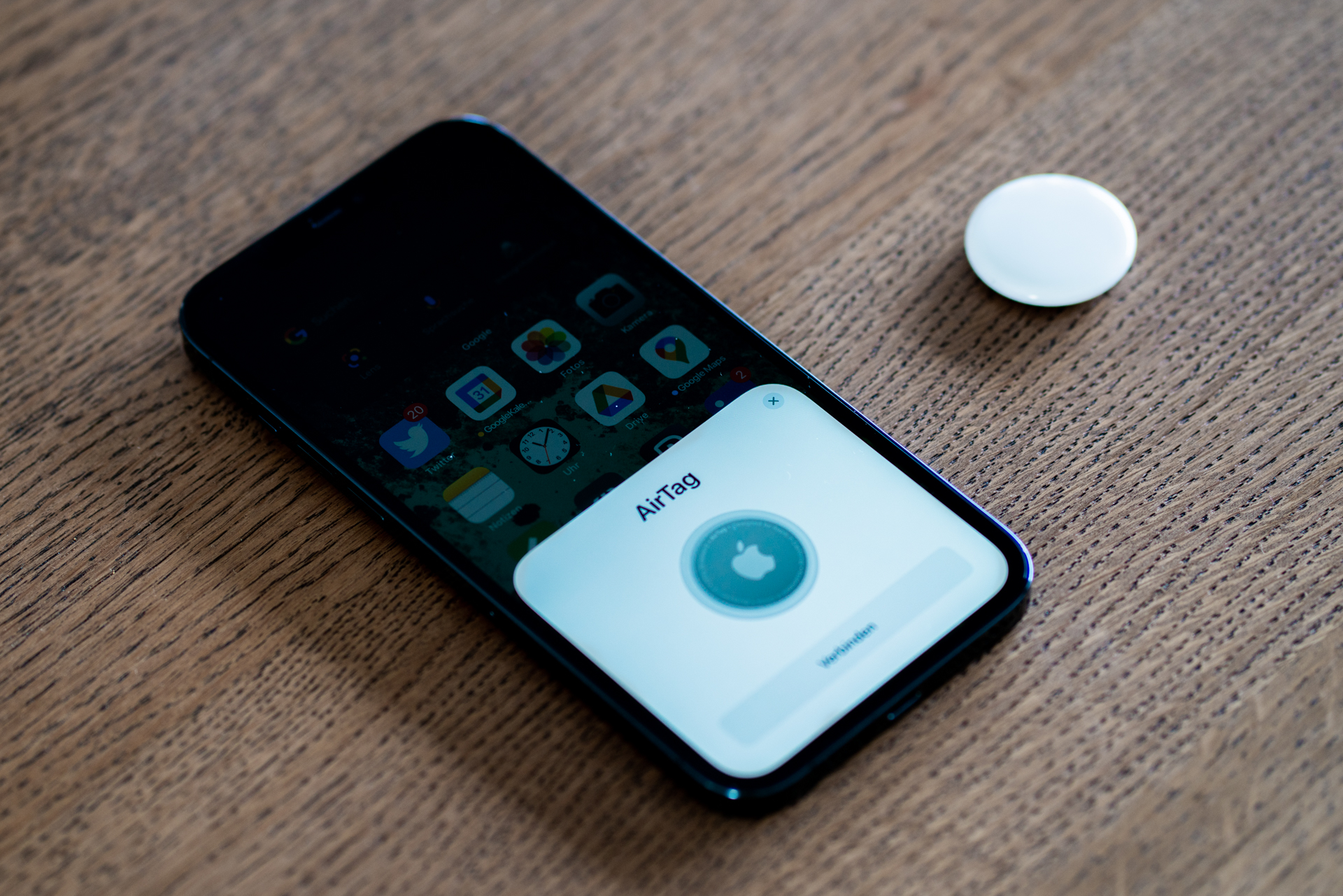
AirTag configurado no iOS

Pode-se interagir com os AirTags usando o aplicativo Buscar. Os usuários podem acionar o AirTag para reproduzir um som pelo aplicativo. iPhones equipados com o chip U1 podem usar o recurso de “rastreamento de precisão” para fornecer a direção e distância precisa de um AirTag. Esse recurso utiliza banda ultralarga.
AirTags não são dispositivos de navegação por satélite. Eles estão localizados em um mapa dentro do aplicativo Buscar, utilizando sinais Bluetooth de outros dispositivos iOS e iPadOS anônimos em todo o mundo. Para ajudar a evitar rastreamento indesejado, um dispositivo iOS/iPadOS alertará seu proprietário se o AirTag de outra pessoa parecer estar com ele, em vez de com o proprietário do AirTag, por muito tempo. Se um AirTag estiver fora do alcance de qualquer dispositivo Apple por mais de 8 a 24 horas, ele começará a emitir um bipe para alertar uma pessoa de que um AirTag pode ter sido colocada em seus pertences.
Os usuários podem marcar um AirTag como perdido e fornecer um número de telefone e uma mensagem. Qualquer usuário de iPhone pode ver esse número de telefone e mensagem com o recurso “identificar item encontrado” no aplicativo Buscar, que utiliza tecnologia de comunicação de campo próximo (NFC). Além disso, celulares Android e Windows 10 Mobile com NFC podem identificar um AirTag com um toque, que redirecionará para um site contendo a mensagem e o número de telefone.
O AirTag requer um ID Apple e iOS ou iPadOS 14.5 ou posterior. Ele usa a bateria botão CR2032, substituível, com um ano de duração (embora baterias com aditivos resistentes a crianças não possam ser usadas devido ao design do terminal de bateria do AirTag). O alcance máximo de rastreamento do Bluetooth é estimado em cerca de 100 metros. A resistência à água de um AirTag é classificada como IP67 contra água e poeira; um AirTag pode suportar 30 minutos de imersão em água em condições laboratoriais padrão. Cada ID Apple está limitado a 16 AirTags.

## Aplicações

### Rastreamento de bagagem despachada
Os AirTags se tornaram extremamente populares entre os viajantes para rastrear bagagens despachadas em voos e darem informações quando a bagagem for perdida pelos operadores. Em resposta, a Lufthansa afirmou que AirTags não são permitidos na bagagem despachada com a companhia. A companhia recuou após uma avaliação de risco pelas autoridades alemãs, na sequência de críticas generalizadas e acusações de que estava  tentando evitar responsabilização. A Administração Federal de Aviação decidiu que o armazenamento de AirTags na bagagem despachada é permitido e não representa um risco à segurança, apesar de conter baterias.

### Possibilidade destalking
Apesar da Apple incluir tecnologias para ajudar a prevenir rastreamento ou stalking indesejados, o Washington Post descobriu que era “assustadoramente fácil” contornar os sistemas implementados. Foi descrito como “um presente para stalkers”. As preocupações incluíam o alarme sonoro integrado que demorava três dias para soar e o fato de que a maioria dos americanos tinha dispositivos Android que não recebiam alertas sobre AirTags próximos que os dispositivos iPhone por sua vez recebem. Os AirTags não podem ter a maioria de seus componentes substituídos, mas foi descoberto que os AirTags que tiveram seus alto-falantes removidos à força do restante dos componentes estavam sendo usados para rastrear pessoas. o AirTag não consegue detectar essa mudança, tornando mais difícil para as pessoas descobrirem que um AirTag as estava perseguindo. AirTags com alto-falantes removidos foram encontrados à venda em sites como eBay e Etsy. Em janeiro de 2022, a BBC News conversou com seis mulheres que afirmaram ter encontrado AirTags não registrados dentro de coisas como carros e bolsas.
No final de 2021, a Apple lançou um aplicativo chamado Detector de Rastreamento na Google Play Store para ajudar os usuários do Android 9 ou posterior a identificarem AirTags desconhecidos perto deles em um estado “perdido” e potencialmente sendo usados para fins de rastreamento maliciosos. No entanto, o aplicativo não funciona em segundo plano.
Em fevereiro de 2022, a Apple adicionou um aviso para os usuários que configuram seu AirTag, notificando-os de que usar o dispositivo para rastrear pessoas é ilegal e que o dispositivo se destina apenas a rastrear pertences pessoais. Levará de 8 a 24 horas para um AirTag apitar se tiver sido separado de seu proprietário.

### Rastramento de carros
O National Post do Canadá informou que AirTags foram colocadas em veículos em shoppings e estacionamentos sem o conhecimento dos motoristas, a fim de rastreá-los até suas casas, onde os veículos seriam roubados. Em resposta, a Apple anunciou pouco antes da WWDC 2021 que havia começado a lançar atualizações que permitiriam a qualquer pessoa com um telefone compatível com NFC encostar em um AirTag indesejado para obter instruções sobre como desativá-lo, e que eles haviam diminuído o tempo para o som de alerta que soa após o AirTag ser separado de seu proprietário, de três dias, para um horário aleatório entre 8 e 24 horas.

### Prevenção e recuperação de roubos
Os AirTags têm sido usados para rastrear propriedades roubadas e ajudar a polícia a recuperá-las para devolvê-las aos seus legítimos proprietários. Em fevereiro de 2023, uma família da Carolina do Norte descobriu que seu carro havia sido roubado. Em coordenação com a polícia local, eles utilizaram um AirTag colocado no veículo para localizar o carro e conseguiram recuperar seus bens. A polícia teria ficado empolgada com a facilidade com que conseguiu prender os criminosos e recuperar a propriedade graças aos AirTags.

## Críticas

### Cavalo de Tróia
Os usuários que definirem seus AirTags para o modo perdido serão solicitados a fornecer um número de telefone de contato para quem o encontrar poder ligar. Em setembro de 2021, o pesquisador de segurança Brian Krebs, citando o colega pesquisador de segurança Bobby Rauch, relatou que o campo do número de telefone aceita qualquer tipo de entrada, incluindo código fonte de computador arbitrário, abrindo o uso potencial de AirTags como dispositivos cavalos de Tróia.

### Tile
O fabricante de produtos semelhantes Tile criticou a Apple por usar tecnologias e designs semelhantes aos rastreadores da empresa Tile. Porta-vozes da Tile prestaram depoimento ao Congresso dos Estados Unidos dizendo que a Apple estava apoiando "práticas anticompetitivas", alegando que a Apple já havia feito isso no passado, e que eles acreditam ser "totalmente apropriado que o Congresso tome a decisão de olhar mais de perto as práticas de negócios da Apple".

### Laço
AirTags não possuem furos ou outros recursos mecânicos que permitam sua fixação no item que está sendo rastreado; as soluções incluem adesivos (cola, fita adesiva) e acessórios específicos. O Laço para AirTag de poliuretano é a solução mais barata vendida pela Apple; ele custa o mesmo que um único AirTag e tem sido criticado como um “acessório imposto”.

## Ler também
- iBeacon
- Galaxy SmartTag